# Józef Słowakiewicz
Józef Jan Słowakiewicz (ur. 17 lutego 1945 w Nowym Targu) – polski hokeista, olimpijczyk.
Grał na pozycji napastnika. Był zawodnikiem Podhala Nowy Targ od 1963 do 1977 (z roczną przerwą na służbę wojskową, kiedy reprezentował Legię Warszawa). Zdobył z Podhalem osiem tytułów mistrza Polski (1966, 1969, 1971–1976) oraz jeden wicemistrza (1970). Rozegrał w 1 lidze 468 meczów ligowych zdobywając 176 bramek. Od 1977 do 1988 występował w klubach austriackich.
W reprezentacji Polski rozegrał w latach 1967–1974 87 meczów strzelając 26 goli. Wystąpił na turnieju Zimowych Igrzysk Olimpijskich w 1972 w Sapporo, gdzie drużyna polska zajęła 6. miejsce. Pięć razy grał w turniejach mistrzostw świata: w Lublanie 1969 (grupa B - 2. miejsce); w Bernie 1971 (grupa B - 2. miejsce); w Bukareszcie 1972 (grupa B - 1. miejsce); w Moskwie 1974 (grupa A - 5. miejsce) i w Helsinkach 1974 (grupa A - 5. miejsce; w decydującym meczu o pozostanie w Grupie A przeciw NRD, zakończonym remisem 3:3, strzelił dwa gole).
W reprezentacji i w Podhalu tworzył słynny atak wspólnie z Józefem Batkiewiczem i Stefanem Chowańcem. Jego brat Mieczysław także został hokeistą.